# Discographie d'Alesha Dixon
 (février 2013).
Cette page présente la liste des albums et des singles de la chanteuse R&B Alesha Dixon ainsi que leur classement.
Elle a vendu 325 000 albums et 820 000 singles. Soit un total de 1 145 000 disques vendus.

## Albums
| Année | Albums          | Meilleur classement    | Meilleur classement    | Meilleur classement    | Meilleur classement | Meilleur classement  | Meilleur classement    | Meilleur classement    | Meilleur classement  | Meilleur classement  | Meilleur classement | Meilleur classement | Meilleur classement    | Meilleur classement | Meilleur classement  | Chiffres des ventes | Chiffres des ventes    | Chiffres des ventes  |
| Année | Albums          | Drapeau de l'Australie | Drapeau de la Belgique | Drapeau de la Belgique | Drapeau du Canada   | Drapeau de l'Espagne | Drapeau des États-Unis | Drapeau de la Finlande | Drapeau de la France | Drapeau de l'Irlande | Drapeau de l'Italie | Drapeau du Japon    | Drapeau du Royaume-Uni | Drapeau de la Suède | Drapeau de la Suisse | Monde               | Drapeau du Royaume-Uni | Drapeau de la France |
| Année | Albums          | AUS                    | BEL/Nl                 | BEL/Fr                 | CAN                 | ESP                  | É-U                    | FIN                    | FRA                  | IRE                  | ITA                 | JAP                 | R-U                    | SUÈ                 | SUI                  | Monde               | Royaume-Uni            | France               |
| ----- | --------------- | ---------------------- | ---------------------- | ---------------------- | ------------------- | -------------------- | ---------------------- | ---------------------- | -------------------- | -------------------- | ------------------- | ------------------- | ---------------------- | ------------------- | -------------------- | ------------------- | ---------------------- | -------------------- |
| 2006  | Fired Up        | —                      | —                      | —                      | —                   | —                    | —                      | —                      | —                    | —                    | —                   | 54                  | —                      | —                   | —                    | —                   | —                      | —                    |
| 2008  | The Alesha Show | —                      | —                      | —                      | —                   | 23                   | —                      | 23                     | 39                   | 76                   | —                   | —                   | 12                     | —                   | 69                   | 325 000             | 315 000                | —                    |
| 2010  | The Entertainer | —                      | —                      | —                      | —                   | —                    | —                      | —                      | —                    | —                    | —                   | —                   | —                      | —                   | —                    | —                   | —                      | —                    |

## Singles
| Année | Titre                | Meilleur classement    | Meilleur classement    | Meilleur classement    | Meilleur classement | Meilleur classement  | Meilleur classement    | Meilleur classement    | Meilleur classement  | Meilleur classement  | Meilleur classement | Meilleur classement    | Meilleur classement | Meilleur classement  | Meilleur classement | Titre de l'album |
| Année | Titre                | Drapeau de l'Australie | Drapeau de la Belgique | Drapeau de la Belgique | Drapeau du Canada   | Drapeau de l'Espagne | Drapeau des États-Unis | Drapeau de la Finlande | Drapeau de la France | Drapeau de l'Irlande | Drapeau de l'Italie | Drapeau du Royaume-Uni | Drapeau de la Suède | Drapeau de la Suisse | Monde               | Titre de l'album |
| Année | Titre                | AUS                    | BEL/Nl                 | BEL/Fr                 | CAN                 | ESP                  | É-U                    | FIN                    | FRA                  | IRE                  | ITA                 | R-U                    | SUÈ                 | SUI                  | Monde               | Titre de l'album |
| ----- | -------------------- | ---------------------- | ---------------------- | ---------------------- | ------------------- | -------------------- | ---------------------- | ---------------------- | -------------------- | -------------------- | ------------------- | ---------------------- | ------------------- | -------------------- | ------------------- | ---------------- |
| 2006  | Lipstick             | —                      | —                      | —                      | —                   | —                    | —                      | —                      | —                    | 48                   | —                   | 14                     | —                   | —                    | —                   | Fired Up         |
| 2006  | Knockdown            | —                      | —                      | —                      | —                   | —                    | —                      | —                      | —                    | —                    | —                   | 45                     | —                   | —                    | —                   | Fired Up         |
| 2008  | The Boy Does Nothing | —                      | 16                     | —                      | —                   | 2                    | —                      | 2                      | 2                    | 19                   | 8                   | 5                      | 7                   | 7                    | —                   | The Alesha Show  |
| 2009  | Breathe Slow         | —                      | —                      | —                      | —                   | —                    | —                      | —                      | —                    | 18                   | 37                  | 3                      | —                   | —                    | —                   | The Alesha Show  |
| 2009  | Let's Get Excited    | —                      | —                      | —                      | —                   | —                    | —                      | 14                     | —                    | 36                   | —                   | 13                     | —                   | —                    | —                   | The Alesha Show  |
| 2012  | Do It Our Way (Play) | —                      | —                      | —                      | —                   | —                    | —                      | —                      | —                    | —                    | —                   | —                      | —                   | —                    | —                   |                  |

## Clips Vidéo

### Solo
| Year | Clip Vidéo           | Réalisateur                     |
| ---- | -------------------- | ------------------------------- |
| 2006 | Lipstick             | Paul Gore                       |
| 2006 | Knockdown            | J.T.                            |
| 2008 | The Boy Does Nothing | Michael Gracey and Pete Commins |
| 2009 | Breathe Slow         | Max & Dania,                    |
| 2009 | Let's Get Excited    | Max & Dania,                    |

### Apparitions
| Année | Artiste principal | Clip Vidéo        | Réalisateur  |
| ----- | ----------------- | ----------------- | ------------ |
| 2004  | N*E*R*D           | She Wants to Move | David Meyers |